# Famiglia SIBLING
La famiglia di proteine non-collageniche note come proteine SIBLING, che sta, dall'inglese, per "small integrin-binding ligand, N-linked glycoprotein", sono componenti della matrice extracellulare dell'osso e della dentina . Le prove dimostrano che queste proteine svolgono un ruolo chiave nella mineralizzazione di questi tessuti.
Le seguenti proteine sono classificate come SIBLING:
1. osteopontina (OPN)
2. sialoproteina ossea (BSP)
3. proteina della matrice dentinale 1 (DMP1)
4. sialofosfoproteina della dentina (DSPP)
5. fosfoglicoproteina extracellulare della matrice (MEPE)

I geni che codificano per le proteine appartenenti alla famiglia SIBLING sono organizzati in modo simile e sono tutti localizzati sul cromosoma umano 4q21-23.